# Frankopol
Frankopol – wieś w Polsce położona w województwie mazowieckim, w powiecie sokołowskim, w gminie Repki.
Podczas wojny polsko-bolszewickiej miejsce zwycięskiej bitwy polskiej Brygady Jazdy Ochotniczej z dywizjami bolszewickiej 16 Armii.
W latach 1975–1998 miejscowość administracyjnie należała do województwa siedleckiego.
Wierni Kościoła rzymskokatolickiego należą do parafii św. Stanisława w Skrzeszewie.